# Taslarův mlýn
Taslarův mlýn (Brejchův, Hořejší Podkopanský, Rutický) je vodní mlýn v Praze 5-Zadní Kopanině, který stojí na Radotínském potoce.

## Historie
Vodní mlýn vlastnila od roku 1675 po dobu 200 let rodina Brejchova. V roce 1922 mlýn koupila rodina Taslarova, v jejichž majetku je stále. Po roce 1989 mlýn vyhořel, ale byl opraven a je využíván k bydlení.

## Popis
Obytný dům a mlýnice stojí samostatně. Jednopatrový zděný mlýn byl po požáru přestavěn.
K mlýnu vedla voda náhonem a do potoka se vracela odtokovým kanálem. Roku 1930 měl mlýn jedno kolo na vrchní vodu, spád 4,48 metru a výkon 3,76 HP. Dochovaly se dva mlecí kameny.